# バスケットボールコンゴ民主共和国代表
バスケットボールコンゴ民主共和国代表（バスケットボールコンゴみんしゅきょうわこくだいひょう、DR Congo men's national basketball team）は、コンゴ民主共和国バスケットボール連盟により国際大会に派遣される男子バスケットボールのナショナルチームである。
本項では1997年までのザイール共和国も一緒に扱う。

## 歴史
オリンピック及びワールドカップ未出場で、現時点ではザイール時代にアフリカ選手権で記録した4位が国際大会最高成績である。
FIBAアフロバスケット2017は、グループステージを突破し準々決勝へ進出。準々決勝でチュニジア相手に敗れた。
FIBAアフロバスケット2021は、グループステージで敗退。
FIBAアフロバスケット2025開始前に発表された予備メンバーにジョナサン・クミンガが選出されていたが、NBAのフリーエージェント交渉に専念する為ロスターに選出されることはなかった。本大会ではグループステージを1勝2敗という成績で突破する。準々決勝進出決定戦でカメルーン相手に敗れた。

## 現在の代表選手
2025年アフロバスケットのロスター
- クリスチャン・アイエンガ
- ジョン・ジョーダン（英語版）
- マキシ・ムナンガ・シャンバ
- フランク・ニエンボ
- ローリー・フーラ・ンガンガ
- ジョーダン・サコー
- アイザック・ンゴイ・ムシラ
- エヴァリスト・ションガニャ
- クリスチャン・ルテテ
- メルヴェディ・ミテオ
- ガーミン・カンデ
- ディージャック・カポンゴ・カブヤ

## 主な国際大会成績
- オリンピック
  - 出場なし
- ワールドカップの成績
  - 出場なし
- アフリカ選手権の成績
  - 1974年 ― 6位
  - 1975年 ― 4位
  - 1980年 ― 6位
  - 1995年 ― 9位
  - 2007年 ― 15位
  - 2017年 ― 6位
  - 2021年 ― 13位

## 歴代代表選手
- ジョナサン・クミンガ
- クリスチャン・アイエンガ
- ジョーダン・サコー
- エリック・キビ
- ピッチョ・カンブイ・マンガ
- シェキナ・ムナンガ
- ミック・カボンゴ
- ナルシス・アンバンザ
- ジョナサン・カシバブ

## 歴代ヘッドコーチ
- フィリップ・オングエネ 2016-2017
- パピ・キプンカ 2017-2018
- ジョン・ドゥアグラン 2018
- マティアス・エックホフ 2020-2022
- トマ・ドルオー 2022
- エマニュエル・マヴォモ 2022-2023
- ピエロ・イルンガ 2023
- ミシェル・ペラン 2025